# Палаццо делла Лоджия
Палаццо делла Лоджия (итал. Palazzo della Loggia — «дворец Лоджии»), памятник архитектуры эпохи итальянского Возрождения, расположенный на одноимённой площади (Piazza della Loggia) в Брешии, Ломбардия.

## История
В 1484 году городские власти Брешии решили посвятить своим гражданам новое здание в знак «благого управления». Для представительных административных зданий в Италии того времени чаще всего использовали архитектурный тип лоджии или здания с лоджией (открытой галереей первого этажа). Планировалось заменить старую лоджию новой и тем самым дополнить монументальную архитектуру главной городской площади.
Функция здания в период венецианского господства в Брешии заключалась в том, чтобы проводить слушания венецианского подеста (главы городского совета) и органов его администрации (Consiglio Cittadino е Collegio dei Notai).
Архитектор Томмазо Форментон, участвовавший в то время в строительстве базилики в Виченце, выполнил деревянную модель. Однако маловероятно, что он был автором проекта самого большого здания Брешии. В документах он упоминается в качестве плотника.
Учитывая сходство этого здания с другими зданиями, построенными Донато Браманте в Милане, было высказано предположение, что проект, возможно, был разработан именно Браманте. Идея Форментона заключалась в строительстве здания полностью из дерева, но от этого предложения сразу же отказались в пользу работавших в городе венецианских и ломбардских каменщиков.
Первый камень был заложен в 1492 году. Работами руководил Филиппо Грасси, каменотёс, который работал в городе более десяти лет. Французское вторжение, начавшееся в 1509 году, и разграбление Брешии в 1512 году прервали строительство. Работы возобновились в 1535 году, а дворец был завершен в 1574 году после многочисленных вмешательств самых известных архитекторов того времени, в том числе Якопо Сансовино, Андреа Палладио и Лодовико Беретты, которые завершили строительство.

## Архитектура
Палаццо делла Лоджия представляет собой большое здание с тремя арочными пролётами в ширину и пятью в длину, передний фасад образует лоджию первого этажа, а дальняя закрытая часть предназначается для административных помещений. Дворец был построен на фундаменте, который перекрывал ручей Гарза. Ширина всей постройки 30 метров, длина 47 метров, высота 20 метров, крыша 18 метров.
Три арки, выходящие на площадь Пьяцца делла Лоджия, считаются работой Филиппо Грасси 1492 года. Фасад, облицованный белым мрамором боттичино, состоит из двух отдельных архитектурных секций. Нижняя часть, завершённая в 1501 году, представляет собой ряд, чередующихся трёхчетвертных колонн, арок и угловых пилонов. В антрвольтах арок помещены медальоны с бюстами тридцати Цезарей, двадцать четыре из которых были созданы Гаспаро Кайрано, выдающимся представителем скульптуры Брешии эпохи Возрождения, и шесть Таманьино. Большие аркады лоджии открыты с трех сторон здания. На втором уровне, завершённом в конце XVI века, расположены орнаментированные пилястры, обрамляющие большие окна, каждое из которых соответствует арке внизу и охватывает четыре стороны здания.
Оригинальная деревянная крыша, покрытая свинцовыми листами, в форме перевёрнутого корпуса лодки, была уничтожена во время пожара 1575 года, при котором погибли также три картины работы Тициана. До 1769 года, когда был установлен потолок по проекту архитектора Луиджи Ванвителли, оставалось временное покрытие. В 1914 году крыша Ванвителли была заменена копией оригинального перекрытия, которое вместе с балюстрадой и статуями вызывает ассоциации со знаменитой постройкой Андреа Палладио — Базиликой в Виченце.
Между 1503 и 1508 годами было построено ещё одно здание, примыкающее к северной стороне лоджии, в котором находится лестница, ведущая в верхний зал. Вход на уровне улицы был ещё одной работой Гаспаро Кайрано; он содержит мемориальную доску 1177 года с осуждением за государственную измену и лжесвидетельство, взятую из базилики Сан-Пьетро-де-Дом. В наше время это здание с видом на площадь Пьяцца Роветта используется только для особых случаев.
Портик у основания здания, покрытый крестовыми сводами, украшенный циклом замковых камней работы Гаспаро Кайрано, был установлен между 1497 и 1502 годами. Войдя сюда, можно увидеть портал Стефано Ламберти 1552 года, окружённый колоннами и двумя фонтанами из мрамора боттичино работы Николо да Градо, а также лестницу Антонио Тальяферри 1876 года. В начале XX века такие художники, как Артуро Кастелли, продолжали украшать здание, добавив гербы Брешии на потолке над лестницей. Чезаре Бертолотти добавил изображения Меркурия и Венеры в люнетах на левой стене лестницы, а Гаэтано Крессери выполнил Рим-Триумфатор на потолке атриума.
На верхнем этаже находится огромный восьмиугольный зал, называемый «Salone Vanvitelliano», работа Луиджи Ванвителли XVIII века. Он имеет деревянный потолок, поддерживаемый восемью кирпичными колоннами, опирающимися на мраморные основания, расположенные по четырём углам. У входа находится люнет с фреской Крессери «Мастерская Вулкана»; в кабинете — ещё одна картина «Возвращение крылатой победы». Начиная с 1549 года картины для Палаццо делла Лоджия писали братья Джулио и Антонио Кампи.
- Палаццо с крышей Л. Ванвителли. Фотография 1900-х гг.
- Лоджия первого уровня Палаццо
- Портал лестницы Палаццо
- Деталь фасада
- «Медальоны Цезарей». Деталь фасада
- Капитель портала
- Угловой трофей
- Скамья